# Епархия Нисибиса Халдейского
Епархия Нисибиса Халдейского (лат. Nisibena Chaldaeorum) — титулярная епархия Римско-Католической церкви. До настоящего времени титулярными епископами епархии Нисибиса Халдейского были иерархи Халдейской католической церкви.

## История
Античный город Нисибис (сегодня — Нусайбин) был в первые века христианства был центром одноимённой архиепархии несторианской Ассирийской церкви Востока.
С 1895 года епархия является титулярной епархией Римско-Католической церкви.

## Титулярные епископы
- епископ Илия Иосиф Хайятт (22.04.1895 — 13.07.1900) — назначен архиепископом Киркука;
- епископ Гормизд Стефан Джибри (18.08.1902 — 31.07.1917) — назначен архиепископом Киркука;
- епископ Фома Михаил Бидавид (24.08.1970 — 29.03.1971);
- епископ Габриэль Кода (14.12.1977 — март 1992);
- епископ Жак Ишак (21.12.2005 — 22.06.2023, до смерти);
- архиепископ Джордж Джейкоб Кувакад (25.10 — 7.12.2024 — возведён в кардиналы).

## Источник
- Annuario Pontificio, Libreria Editrice Vaticana, Città del Vaticano, 2003, стр. 865, ISBN 88-209-7422-3
- Michel Lequien, Oriens christianus in quatuor Patriarchatus digestus, Parigi 1740, Tomo II, coll. 1195—1204  (лат.)
- Konrad Eubel, Hierarchia Catholica Medii Aevi, vol. 8, p. 416  (лат.)